# Пет добрих царева
Под термином „Пет добрих царева” подразумева се период највеће моћи Римског царства, када су владали следећи цареви: Нерва 96–98, Трајан 98–117, Хадријан 117–138, Антонин Пије 138–161, и Марко Аурелије 161–180. године. То је био период изузетног развоја Римског царства, када су цареви владали у сагласју са сенатом и када су се држали закона. У овом периоду цареве су наслеђивали најспособнији људи у царству; први природни син који је прекинуо овај низ био је син Марка Аурелија Комод, који се показао као врло рђав избор. Добре особине ових царева нарочито долазе до изражаја када се има у виду да су их наследили рђави владари током III века, који су у знатној мери допринели Кризи III века.
Првих пет од шест наследника у оквиру ове династије било је значајно по томе што владајући цар није имао мушког наследника и морао је да усвоји кандидата по свом избору да буде његов наследник. Према римском праву, усвојењем је успостављена правно јака веза као и сродство. Због тога се сви осим првог и последњег Нерва–Антонин царева називају посвојитељски цареви.
Значај званичног усвајања у римском друштву често се сматрао као свесно одбацивање принципа династичког наслеђа и сматран је једним од фактора просперитета тог периода. Међутим, то није била нова пракса. Било је уобичајено да патрицијске породице усвајају, а римски цареви су усвајили наследнике у прошлости: цар Август је усвојио Тиберија, а цар Клаудије је усвојио Нерона. Јулије Цезар, dictator perpetuo који се сматрао кључним у транзицији из републике у царство, усвојио је Гаја Октавија, који ће постати Август, први римски цар. Штавише, често су и даље постојале породичне везе: Трајан је усвојио свог првог рођака другог колена и пранећака Хадријана. Хадријан је свог полунећака женидбом учинио наследником. Антонин Пије је усвојио оба Хадријанова полунећака Марка Аурелија (Антонинов нећак по браку) и син првобитног Хадријановог планираног наследника, Луциј Вер. Именовањем Комода, сина Марка Аурелија за његовог наследника, сматрало се несрећним избором и почетком пропадања царства.
Убиством Комода 192. године окончана је династија Нерва–Антонин; уследио је период турбуленција познат као Година пет царева.

## Историја

### Нерва–Трајанова династија
Нерва је био први из династије. Иако је његова владавина била кратка, дошло је до делимичног помирења између војске, сената и народа. Нерва је за сина усвојио популарног војсковођу Трајана. Затим је Хадријан наследио Трајана; он је био претпостављени наследник потоњег и тврдио је да је био усвојен на Трајановој самртној постељи.
- Нерва
- Трајан
- Хадријан

### Антонинова династија
Антонини су четири римска цара који су владали између 138. и 192. године: Антонин Пије, Марко Аурелије, Луције Вер и Комод.
Године 138, после дуге владавине посвећене културном уједињењу и консолидацији царства, цар Хадријан је именовао Антонина Пија за свог сина и наследника, под условом да усвоји и Марка Аурелија и Луција Вера. Хадријан је умро исте године, а Антонин је започео мирну, добронамерну владавину. Он се стриктно придржавао римских традиција и институција и делио је своју моћ са Римским сенатом.
Марко Аурелије и Луције Вер наследили су Антонина Пија 161. након смрти тог цара, и заједно су владали све до Верове смрти 169. Марко је наставио Антониново наслеђе након Верове смрти као непретенциозан и надарен администратор и вођа. Умро је 180. године, а за њим је дошао његов биолошки син Комод.
- Антонин Пије
- Марко Аурелије
- Луције Вер
- Комод

## Пет добрих царева
Владари познатији као „пет добрих царева“ били су Нерва, Трајан, Хадријан, Антонин Пије и Марко Аурелије. Термин је сковао Николо Макијавели у својој постхумно објављеној књизи Дискурси о Ливију из 1531:
Из проучавања ове историје такође можемо научити како се успоставља добра влада; јер док су сви цареви који су наследили престо по рођењу, осим Тита, били лоши, сви они који су наследили усвајањем су били добри, као у случају петорице од Нерве до Марка. Али чим је царство поново пало у руке наследницима по рођењу, његово пропадање је поново почело.
Макијавели је тврдио да су ови усвојени цареви заслужили поштовање оних око себе добрим владањем:
Титу, Нерви, Трајану, Хадријану, Антонину и Марку нису биле потребне преторијанске кохорте, нити безбројне легије да их чувају, већ су били брањени својим добрим животима, добром вољом својих поданика и приврженошћу сената.
Едвард Гибон је у Историји опадања и пада Римског царства написао да је њихова владавина била време када је „Римским царством управљала апсолутна моћ, под вођством мудрости и врлине“. Гибон је веровао да су ови добронамерни монарси и њихова умерена политика необични и да су у супротности са њиховим тиранским и опресивнијим наследницима.

### Алтернативна хипотеза
Једна хипотеза претпоставља да је усвојитељско наслеђивање настало због недостатка биолошких наследника. Сви осим последњих царева усвојитеља нису имали легитимне биолошке синове који би их наследили. Стога су били приморани да изаберу наследника негде другде; чим је цар могао да окренути ка биолошком сину да га наследи, усвајање је повучено.
Династија се може поделити на династију Нерва-Трајан (такође названу династија Улпија по Трајановом родовском имену 'Ulpius') и династију Антонина (према њиховом заједничком имену Антонин).
Note: Marcus Aurelius co-reigned with Lucius Verus from 161 until Verus' death in 169.